# Gaarz (Lenzerwische)
Gaarz ist ein bewohnter Gemeindeteil der Gemeinde Lenzerwische des Amtes Lenzen-Elbtalaue im Landkreis Prignitz in Brandenburg.

## Geografie
Der westlichste Ort des Bundeslandes Brandenburg liegt acht Kilometer nordwestlich von Wootz, dem Sitz der Gemeinde Lenzerwische, und 14 Kilometer westnordwestlich von Lenzen (Elbe), dem Sitz des Amtes Lenzen-Elbtalaue. In der Elbe trifft der nordwestlichste Teil der gemeinsamen Gemarkung von Baarz und Gaarz auf die Grenzen von Dömitz in Mecklenburg-Vorpommern und die von Brandleben in Niedersachsen, wodurch an dieser Stelle ein Dreiländereck gebildet wird.
Nachbarorte sind Dömitz im Norden, Ausbau, Klein Schmölen und Groß Schmölen im Nordosten, Polz und Breetz im Osten, Baarz im Süden, Langendorf im Südwesten, Kacherien im Westen, sowie Brandleben im Nordwesten.

## Geschichte
Um 1800 gehörte der Ort zum Lenzenschen Kreis in der Provinz Prignitz, einem Teil der Kurmark der Mark Brandenburg. In einer Beschreibung der Mark Brandenburg aus dem Jahr 1804 wird das Dorf mit insgesamt 78 Einwohnern angegeben. Als Besitzer wird der Deichhauptmann von Jagow zu Rühstedt genannt. In dem zur Lenzerwische und damit damals zu Kietz gehörenden Dorf waren hier seinerzeit ein Ganzbauer, ein Büdner, ein Fischer, drei Halbbauern, vier Kossäten und sechs Einlieger ansässig. Darüber hinaus waren zehn Feuerstellen vorhanden. Die Bewohner waren nach Kietz in der Inspektion Lenzen eingepfarrt und der Adressort war ebenso Lenzen.
1817 kam der Ort zum neu gegründeten Kreis Westprignitz im Regierungsbezirk Potsdam in der Provinz Brandenburg. Am 1. Juli 1950 wurde der zuvor selbständige Ort zu einem Ortsteil der damaligen Gemeinde Besandten. Mit Datum 25. Juli 1952 wurde die Gemeinde dem neuen Kreis Ludwigslust im Bezirk Schwerin der DDR zugeordnet. Am 1. Januar 1957 wurden Baarz und Gaarz in die damalige Gemeinde Besandten eingemeindet und dort Ortsteile. Der Landkreis Ludwigslust und damit auch Gaarz kam am 3. Oktober 1990 zum neu gegründeten Bundesland Mecklenburg-Vorpommern. Mit Wirkung vom 1. August 1992 wurde der Ort dem Landkreis Perleberg und somit wieder Brandenburg zugeordnet. Dieser Landkreis und so auch Gaarz wurden am 6. Dezember 1993 ein Teil des neu geschaffenen Landkreises Prignitz. Durch die Fusion von Besandten und Wootz ist Gaarz seit dem 26. Oktober 2003 ein bewohnter Gemeindeteil von Lenzerwische.